# Analiza urina
Urin se može analizirati na sljedeće načine: 
- Kvalitativna analiza - utvrđuje se prisutnost, odsutnost ili izmijenjen sadržaj urina.

- Semikvantitativna analiza - daje informacije u kojim se količinama izmijenjeni uobičajeni sastojci urina, ili koliko se pojavilo neuobičajenih sastojaka.

- Kvantitativna analiza - daje točan odgovor o koncentraciji ispitivane tvari u urinu.

- Mikroskopska analiza - ovom analizom se ispituju vrsta i brojnost organiziranih i neorganiziranih elemenata sedimenta urina.

Uobičajeno je da se pri kvalitativnim i semikvantitativnim analizama urina izvodi određen broj i vrsta analiza koje se skupnim imenom zovu rutinske analize urina. Rutinska analiza urina obuhvaća ispitivanje fizikalnih svojstava urina, a to su volumen urina, izgled, boja, relativna gustoća i pH. Također uključuje ispitivanje kemijskih sastojaka urina kao što su proteini, glukoza, ketoni, bilirubin, urobilinogen, eritrociti, hemoglobin, a može obuhvaćati ispitivanje nitrita, leukocita, i vitamina c.